# 埃米特·利斯
埃米特·利斯（英語：Emmett Leith，1927年3月12日—2005年12月23日）是密歇根大学电气工程学教授，与密歇根大学的尤里斯·乌帕特尼克斯共同发明了三维全息术。
利斯于1949年从韦恩州立大学获得物理学学士学位，并于1952年获得物理学硕士学位。他于1978年在韦恩州立大学获得电气工程博士学位。利斯的大部分全息工作是他从1952年开始作为密歇根大学Willow Run实验室雷达实验室成员进行的合成孔径雷达（SAR）研究的产物。利斯以研究助理的身份加入密歇根大学，1955年晋升为研究生助理研究员，1956年晋升为助理研究员，1960年晋升为研究工程师，1965年晋升为副教授，1968年晋升为正教授。
1964年，密歇根大学的利斯教授和他的同事尤里斯·乌帕特尼克斯在美国光学学会的一次会议上展示了三维全息图。

## 荣誉和奖励
他获得了1960年的IEEE莫里斯·N·利布曼纪念奖和1969年的斯图尔特·巴兰汀奖章。1975年，他获得了光学学会颁发的威廉·F·梅格尔斯奖。1979年，美国总统吉米·卡特授予利斯国家科学奖章，以表彰他的研究。他被OSA授予1985年Frederic Ives Medal。